# Stephan Hermlin
Stephan Hermlin, valódi nevén Rudolf Leder (Chemnitz, 1915. április 13. – Berlin, 1997. április 6.) német író és műfordító. Egyebek mellett írt meséket, esszéket, fordításokat, lírikus költeményeket. A politikába is belekóstoló, zsidó Hermlin az NDK egyik legismertebb írója volt.

## Művei
- Zwölf Balladen von den großen Städten. Zürich: Morgarten Verlag Conzett & Huber, 1945
- Der Leutnant York von Wartenburg. Erzählung. Singen (Hohentwiel): Oberbadische Druckerei und Verlags-Anstalt, 1946
- Ansichten über einige neue Schriftsteller und Bücher. [mit Hans Mayer] Aufsätze. Wiesbaden. Limes-Verlag, Berlin: Verlag Volk und Welt, 1947
- Reise eines Malers in Paris. Erzählung. Wiesbaden. Limes-Verlag, 1947
- Die Zeit der Gemeinsamkeit. Erzählungen. Berlin: Verlag Volk und Welt, 1949
- Die erste Reihe. Porträts. Berlin: Verlag Neues Leben 1951, Dortmund: Weltkreis-Verlags-GmbH, 1975
- Der Flug der Taube. Gedichte. Berlin: Verlag Volk und Welt, 1952
- Begegnungen: 1954–1959. Berlin und Weimar: Aufbau-Verlag, 1960
- Gedichte und Prosa. Berlin: Verlag Klaus Wagenbach, 1966
- Erzählungen. Berlin und Weimar: Aufbau-Verlag, 1966, erw. 1974
- Die Städte. Gedichte. München, Esslingen: Bechtle, 1966
- Scardanelli. Hörspiel. Berlin: Verlag Klaus Wagenbach, 1970
- Lektüre: 1960–1971. Aufsätze, Essays, Antworten auf Umfragen. Berlin und Weimar: Aufbau-Verlag, 1974, Erw. Fassung: Berlin: Verlag Klaus Wagenbach, 1997
- Die Argonauten. Erzählung. Berlin: Kinderbuchverlag, 1974.
- Abendlicht. Leipzig: Verlag Philipp Reclam jun., Berlin: Verlag Klaus Wagenbach, 1979
- Neuauflage, mit einem Nachwort von Kathrin Schmidt und einer Rede von Klaus Wagenbach; Verlag KLaus Wagenbach, Berlin, 2015, ISBN 978-3-8031-3271-0.
- Aufsätze, Reportagen, Reden, Interviews. Hrsg. von Ulla Hahn. München, Wien: Carl Hanser Verlag, 1980
- Gedichte. Berlin und Weimar: Aufbau-Verlag, 1981
- Äußerungen. 1944–1982. Hrsg. von Ulrich Dietzel. Aufsätze, Reden, Reportagen und Interviews. Berlin und Weimar: Aufbau-Verlag, 1983
- Texte. Materialien. Bilder. Zusammengestellt von Hubert Witt. Leipzig: Verlag Philipp Reclam jun., 1985
- Lebensfrist. Gesammelte Erzählungen. Berlin: Verlag Klaus Wagenbach, 1987
- Gedichte und Nachdichtungen, 1990
- Erzählende Prosa, 1990
- In den Kämpfen dieser Zeit. Reden. Gespräche. Berlin: Verlag Klaus Wagenbach, 1995
- Entscheidungen. Sämtliche Erzählungen. Berlin: Verlag Klaus Wagenbach, 1995

## Magyarul
- Együtt a pokolban. Elbeszélések; ford. Kálnoky László; Szépirodalmi, Bp., 1951
- Az első hadsor; ford. Lányi Viktor; Ifjúsági, Bp., 1955
- Cornelius-híd. Válogatott elbeszélések; ford. Ember Mária, Kálnoky László, Lányi Sarolta, vál. Hajnal Gábor; Európa, Bp., 1977 (Európa zsebkönyvek)
- Éjféli emlékek. Válogatott esszék; ford. Soltész Gáspár, Raýman Katalin, vál. Hajnal Gábor; Európa, Bp., 1979
- Alkonyi fény; ford., utószó Jávor Ottó; Európa, Bp., 1981 (Modern könyvtár)
- Városok balladái; ford. Garai Gábor; Európa, Bp., 1983